# Lyckeboverket

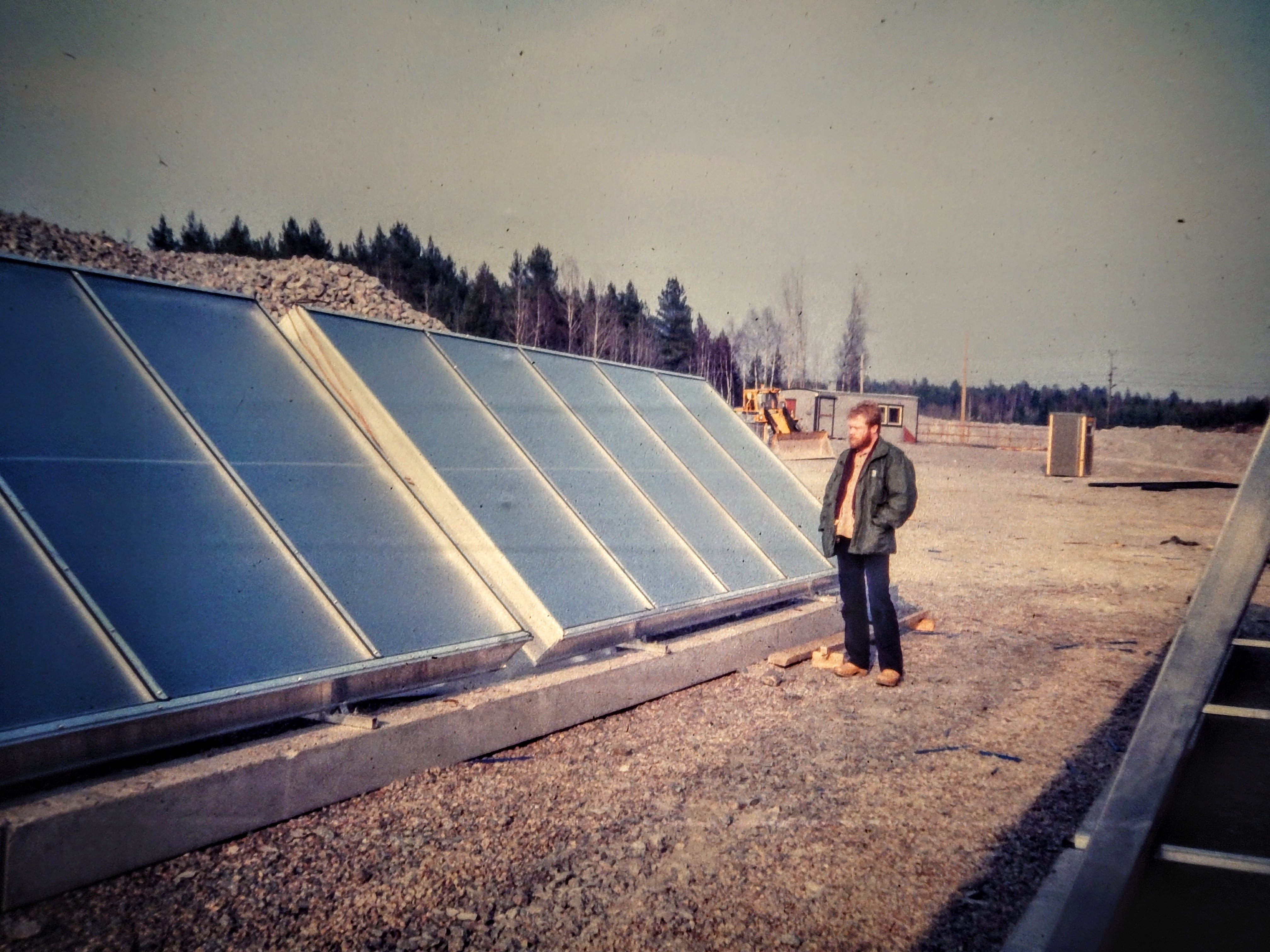
Lyckeboverket var världens största solvärmeanläggning. I bilden visas ca 15 m² av totalt 4300 m² solfångare.

Lyckeboverket var ett solvärmeprojekt i Storvreta utanför Uppsala som togs i bruk 1983. Projektet var unikt eftersom solfångarna var kopplade till ett säsongsvärmelager i ett bergrum, vilket innebär att man kan lagra värme från sommaren till vintern. När solvärmeanläggningen togs i bruk så var det världens största solvärmeanläggning med 4300 m² solfångare.
Anläggningen byggdes för att värma 550 radhus i ett nybyggt område i Storvreta. Bergrummet är 100 000 m³ stort och fylldes till en början med grundvatten. Dessvärre alltför hårt trots en första avhärdning (från 17 till 10 °dH). Det blev dock utfällningar i värmeväxlarna och vattnet fick avhärdas på nytt ner till 2 °dH. Vattnet i bergrummet värmdes sedan av solfångaranläggningen, vilka kunde leverera 15% av värmebehovet, resten kompletterades med hjälp av en elpanna.
Bergrummet var byggt utan tätande barriär för grundvattnet, och det visade sig efter några år att värmeförlusterna var högre än förväntat. Orsaken var inte att det saknades tätande material, utan att det fanns en egenkonvektion på grund av anläggningstunnlarna som var kopplade till bergrummet..
År 2000 sålde Uppsala Energi anläggningen till Vattenfall, vilka bestämde sig för att sluta underhålla solfångarna, som sedan togs bort 2002 (och de som fortfarande fungerande såldes bland annat till Växjö). Sedan 2005 står två pelletspannor på det före detta solfångarfältet. Pelletspannorna använder idag bergrummet som effektbuffert.